# Elatostema monandrum
Elatostema monandrum är en nässelväxtart som först beskrevs av David Don, och fick sitt nu gällande namn av Hiroshi Hara. Elatostema monandrum ingår i släktet Elatostema och familjen nässelväxter. Inga underarter finns listade i Catalogue of Life.